# Skyfire
Skyfire ist eine schwedische Melodic-Death-Metal-Band.

## Bandgeschichte
Skyfire wurde 1995 von den Schulfreunden Andreas Edlund, Martin Hanner, Jonas Sjögren und Tobias Björk in Höör gegründet. Mit Mattias Holmgren von Embracing am Mikrophon wurde 1997 das Demo Within Reach aufgenommen, mit dem die Band letztlich jedoch nicht zufrieden war. Für das zweite Demo The Final Story stieß Henrik Wenngren als Sänger zu Skyfire.
Nach der Veröffentlichung von The Final Story vermittelte die Viking-Metal-Band Thyrfing Skyfire einen Vertrag beim niederländischen Label Hammerheart Records und am 12. März 2001 erschien mit Timeless Departure das erste Studioalbum der Band. Es folgte die Mini-CD Haunted by Shadows am 7. April 2003. 
Vor der Veröffentlichung des Albums Mind Revolution am 5. Mai 2003 wurde Schlagzeuger Tobias Bjork durch Joakim Johnsson ersetzt. Wenige Monate nach dem Release von Spectral am 21. Mai 2004 (in Europa via Arise Records) stieg Bassist Jonas Sjögren aus, dafür wurde Johan Reinholdz aufgenommen. Die bisher letzte Änderung der Besetzung folgte 2007, als der Sänger Henrik Wenngren von Joakim Karlsson abgelöst wurde.

## Stil
Die Musik von Skyfire lässt sich grob als Melodic Death Metal einordnen, ist aber von vielen anderen Stilen (z. B. Black Metal und Symphonic Metal) beeinflusst. Kennzeichnend sind die prägnanten Keyboard-Melodien und der an Black Metal erinnernde Gesang von Henrik Wenngren, weshalb am ehesten ein Vergleich mit der Musik von Kalmah und Children of Bodom nahe liegt.

## Diskografie

### Demos
- 1997: Within Reach
- 1998: The Final Story

### Studioalben
- 2001: Timeless Departure
- 2003: Haunted by Shadows (EP)
- 2003: Mind Revolution
- 2004: Spectral
- 2009: Fractal (EP)
- 2009: Esoteric
- 2017: Liberation in Death (EP)